# Kościół Świętego Ludgera w Duisburgu

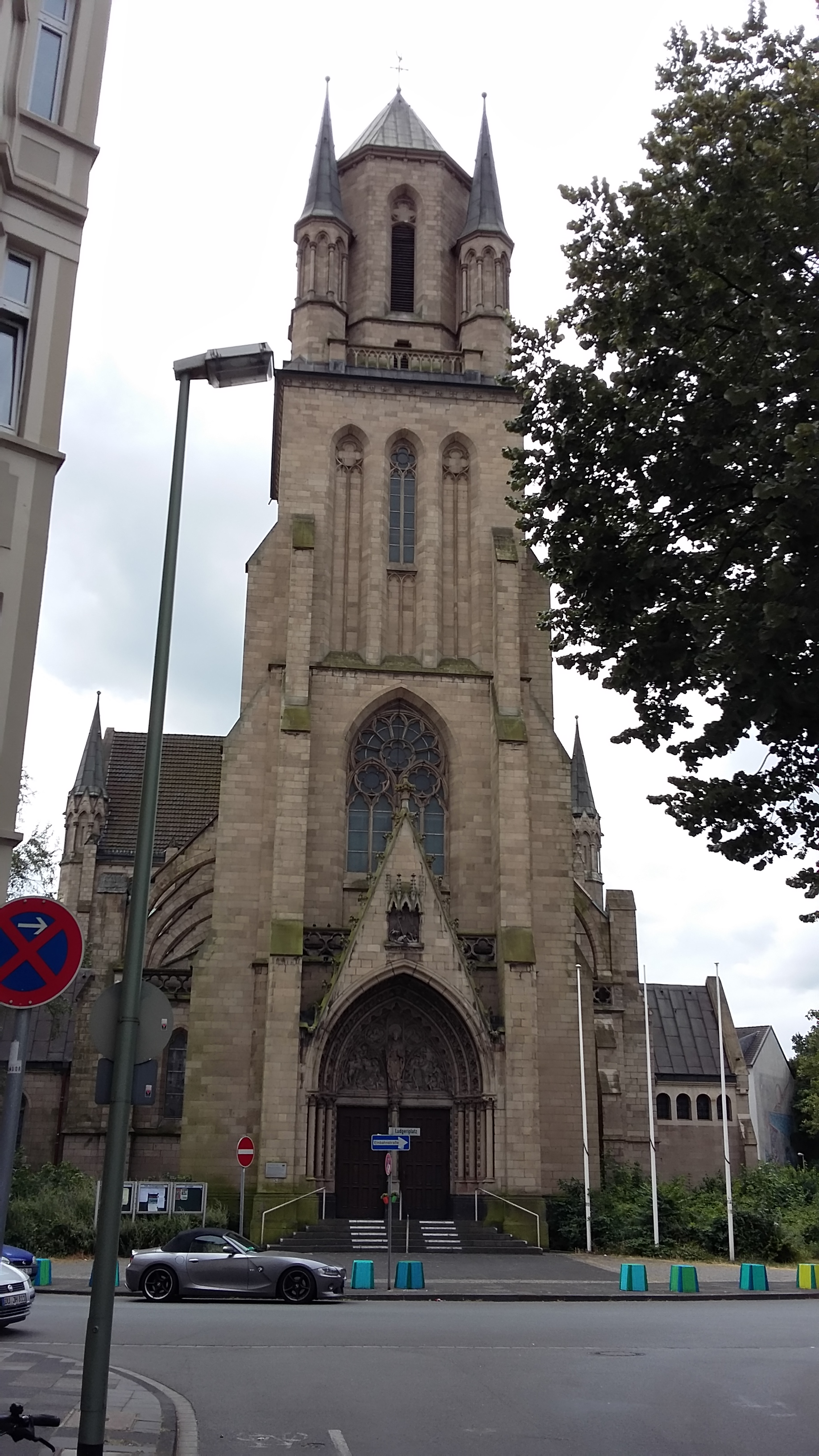
Kościół Świętego Ludgera w Duisburgu, 25 lipca 2016

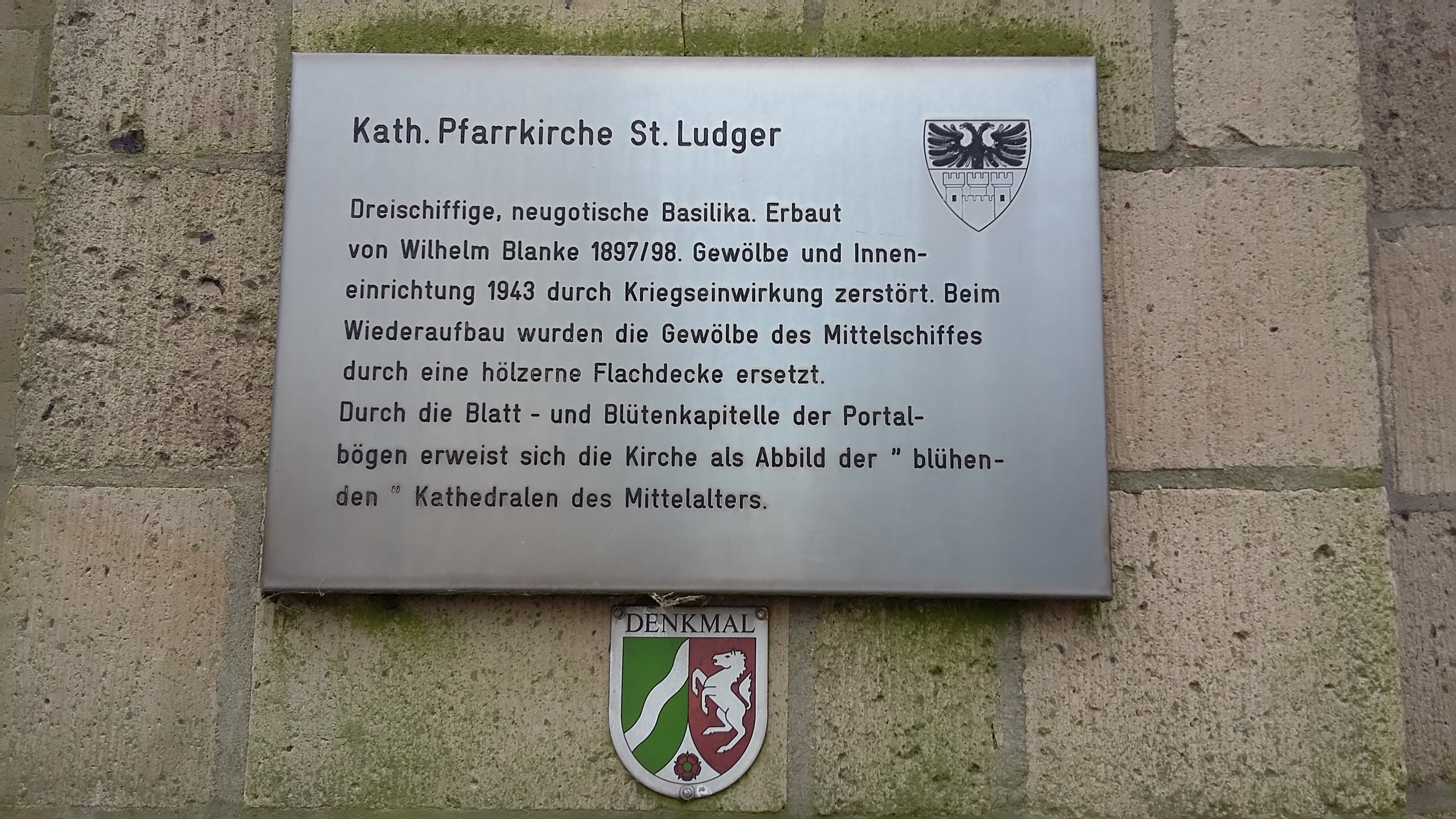
Tablica pamiątkowa, kościół św. Ludgera, 25 lipca 2016

Kościół Świętego Ludgera w Duisburgu (niem. St. Ludger (Duisburg-Neudorf)) – świątynia rzymskokatolicka wybudowana w stylu neogotyckim w latach 1897–1898 przez niemieckiego malarza i drukarza, Wilhelma Blankego.
Kościół ma trzy nawy nawy, transept i wieżę, na której krawędziach ustawione są cztery spiczaste wieżyczki. Dwie podobne wieżyczki występują na końcach transeptu. To, co charakteryzuje tę bazylikę, to przypory, maswerk, okna na trzech nogach i sklepienie żebrowe.

## Czasy wojny, odbudowa
W roku 1943, podczas II wojny światowej, sklepienie i wnętrze kościoła zostały zniszczone. Przy odbudowie sklepienie nawy zastąpiono drewnianym, płaskim sufitem (zob. tablica pamiątkowa).